# 何玺梦
何玺梦（罗马化：Simona Halperin；1969年—），以色列外交官，現任以色列駐俄羅斯大使。

## 生平
何玺梦生於拉脫維亞里加。她育有五名子女：Roee、Jonathan、Or、Tal與Yuval。

## 职业
她曾於2017年至2019年間擔任以色列駐新加坡兼駐東帝汶大使，其後由萨吉·卡尔尼接任。此前自2010年8月起，何玺梦擔任以色列駐台北的以色列經濟文化辦事處（ISECO）處長。該辦事處被視為以色列與中華民國之間的「官方非官方」代表機構。
她也曾出任以色列駐哈薩克與韓國大使館的副大使。
何玺梦擁有耶路撒冷希伯來大學法律與公共行政碩士學位，並取得經濟與企業管理學士學位。
2023年5月，她獲任命為以色列駐俄羅斯大使，並於同年12月正式履新。

## 著作
- 〈慶祝以色列—新加坡金禧紀念：邁向持續夥伴關係〉，收錄於《共創奇蹟：新加坡—以色列建交50週年》，馬提亞・通巴（Mattia Tomba）編，新加坡：世界科技出版社（英语：World Scientific），2019年 ISBN 978-981-121-468-4 OCLC 1122747159